# Agnetz
Agnetz [aɲɛs] ist eine französische Gemeinde mit 3.060 Einwohnern (Stand: 1. Januar 2022) im Département Oise in der Region Hauts-de-France. Sie gehört zum Arrondissement Clermont, zum Kanton Clermont und zur Communauté de communes du Clermontois. Die Einwohner werden Agnessois genannt.

## Geographie
Agnetz liegt etwa 58 Kilometer nördlich von Paris und 20 Kilometer östlich von Beauvais im Tal der Brèche, in die hier im Nordosten der Arré einmündet. Umgeben wird Agnetz von den Nachbargemeinden Étouy im Nordwesten und Norden, Airion im Norden und Nordosten, Fitz-James und Clermont im Osten, Neuilly-sous-Clermont im Süden, Ansacq im Südwesten sowie La Neuville-en-Hez im Westen und Nordwesten.
Zu der Gemeinde gehören die Ortschaften Agnetz, Boulincourt, Gicourt, Ramecourt und Ronquerolles.
Durch die Gemeinde führt die autobahnartig ausgebaute Route nationale 31.

## Bevölkerungsentwicklung
| Jahr                       | 1962 | 1968 | 1975 | 1982 | 1990 | 1999 | 2006 | 2012 | 2021 |
| -------------------------- | ---- | ---- | ---- | ---- | ---- | ---- | ---- | ---- | ---- |
| Einwohner                  | 1086 | 1118 | 1373 | 1801 | 2134 | 2637 | 2807 | 2977 | 3055 |
| Quellen: Cassini und INSEE |      |      |      |      |      |      |      |      |      |

## Sehenswürdigkeiten
- Kirche St-Léger-Ste-Agnès aus dem 13. Jahrhundert, Chor aus dem Jahre 1540, seit 1850 Monument historique
- Gutshof des ehemaligen Priorats von Ronquerolles, genannt Saint-Rémy-l’Abbaye, ursprünglich aus dem 12. Jahrhundert, Kapelle aus dem 15. Jahrhundert, seit 1966 Monument historique
- Kapelle von Ronquerolles, im 19. Jahrhundert aus rotem Ziegel erbaut
- Kapelle und Stele der Deportierten des Zweiten Weltkrieges, erbaut in Erinnerung an die Deportation am 17. Juni 1944
- Alter Bahnhof
- Schloss Agnetz, heutiges Rathaus
- ehemaliges Rathaus
- Alte Wassermühlen

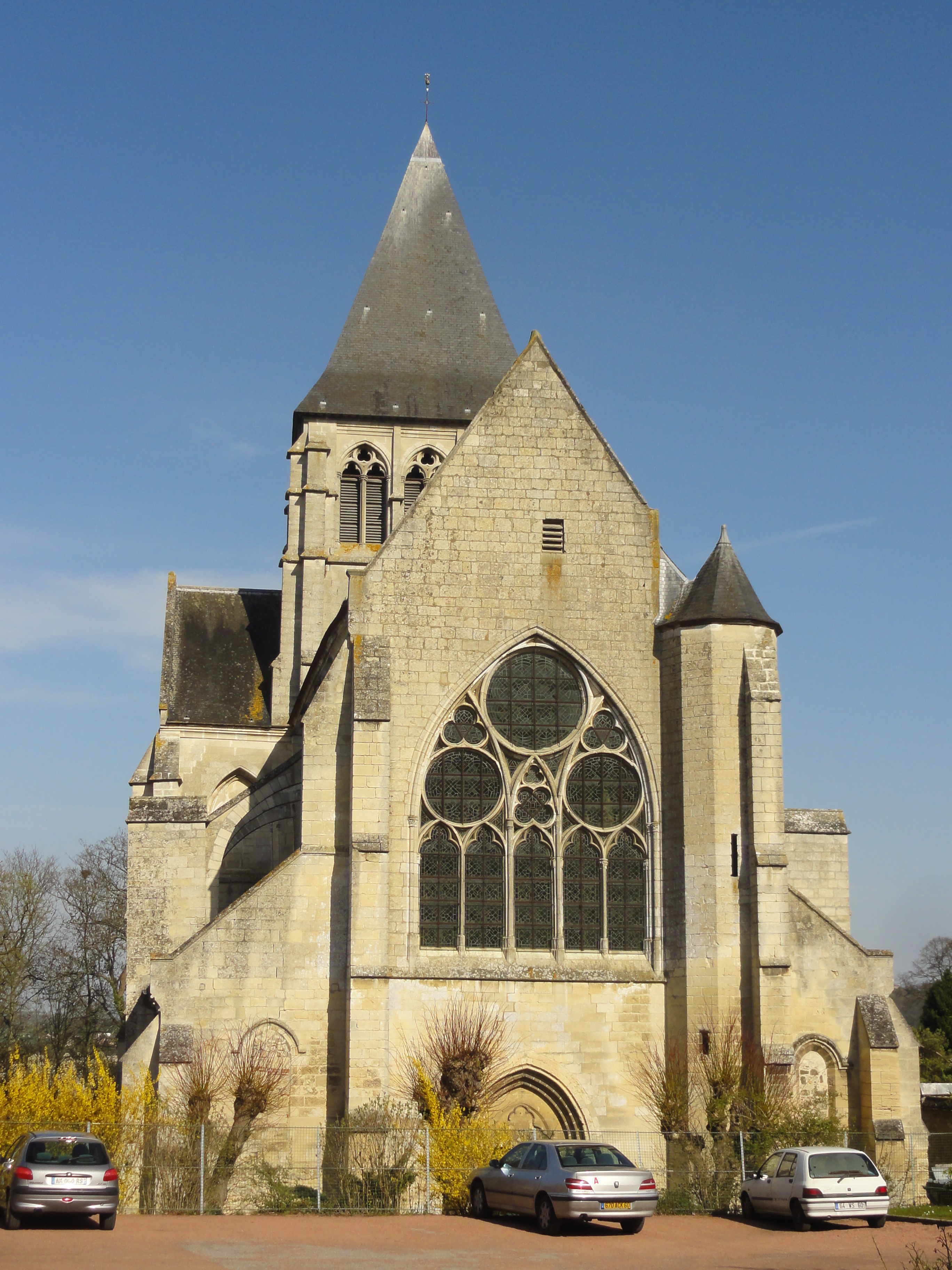
Kirche Saint-Léger
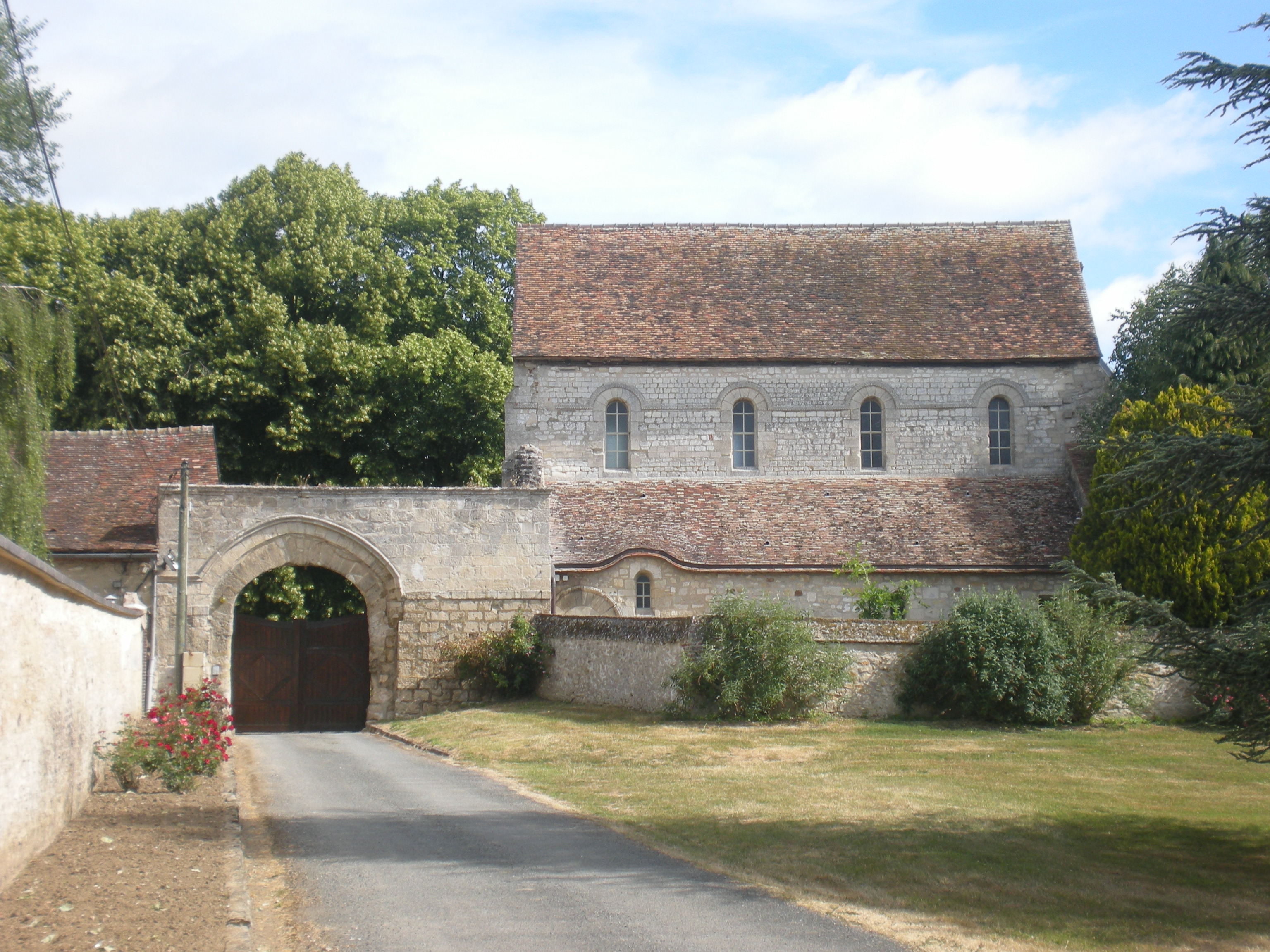
Gutshof des ehemaligen Priorats
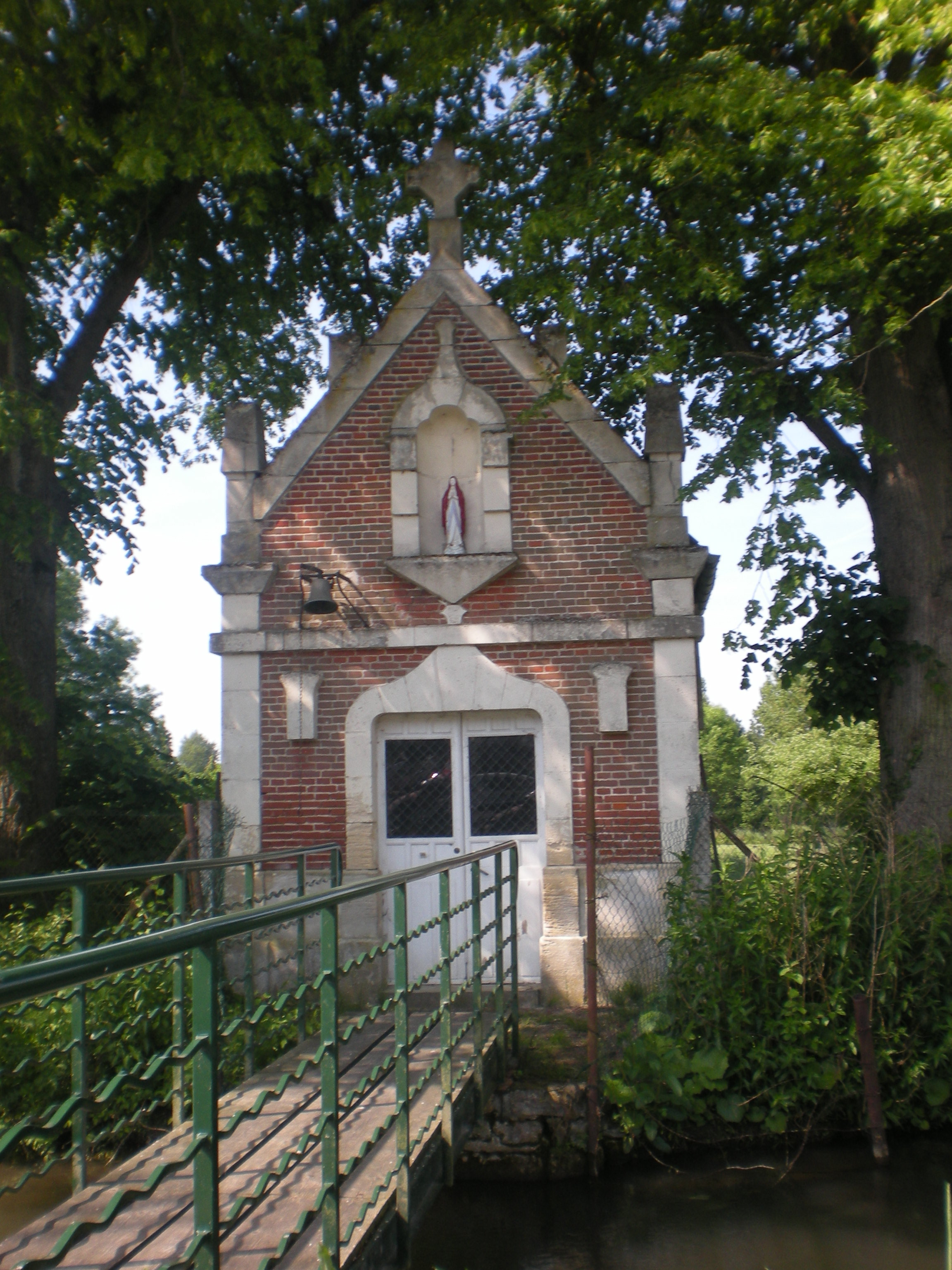
Chapelle ronquerolles.JPG
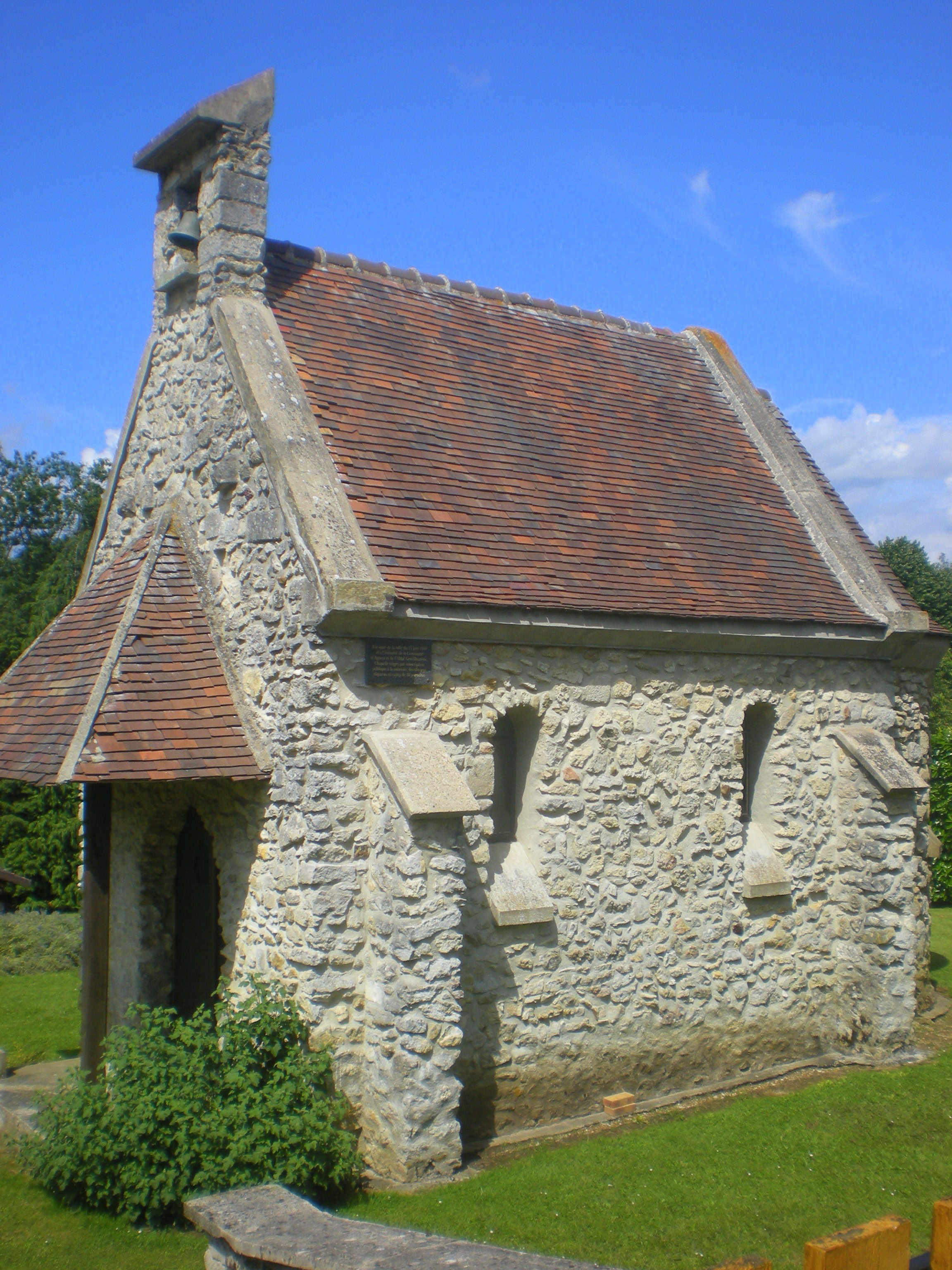
Kapelle der Deportierten
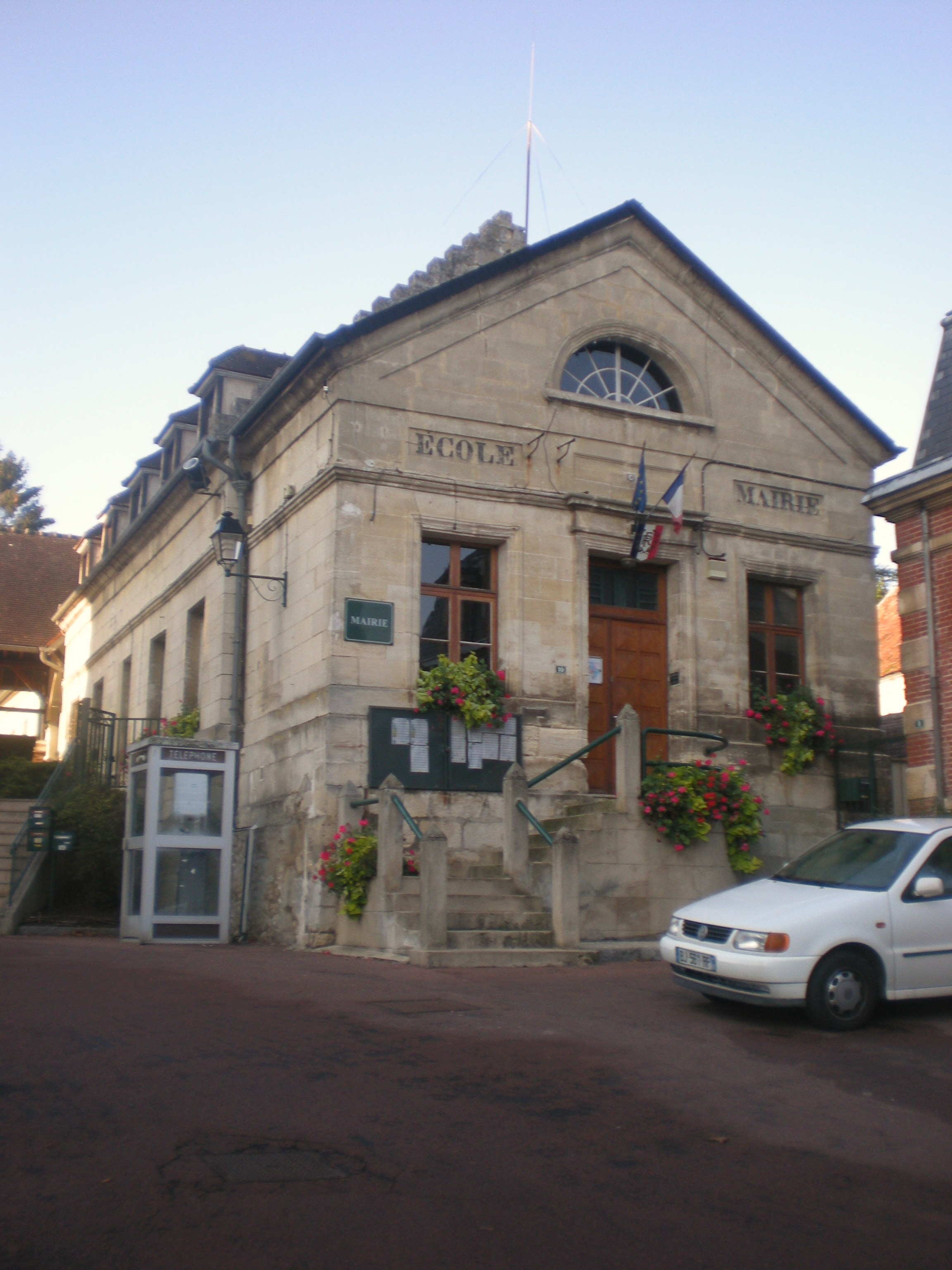
Ehemaliges Rathaus- und Schulgebäude
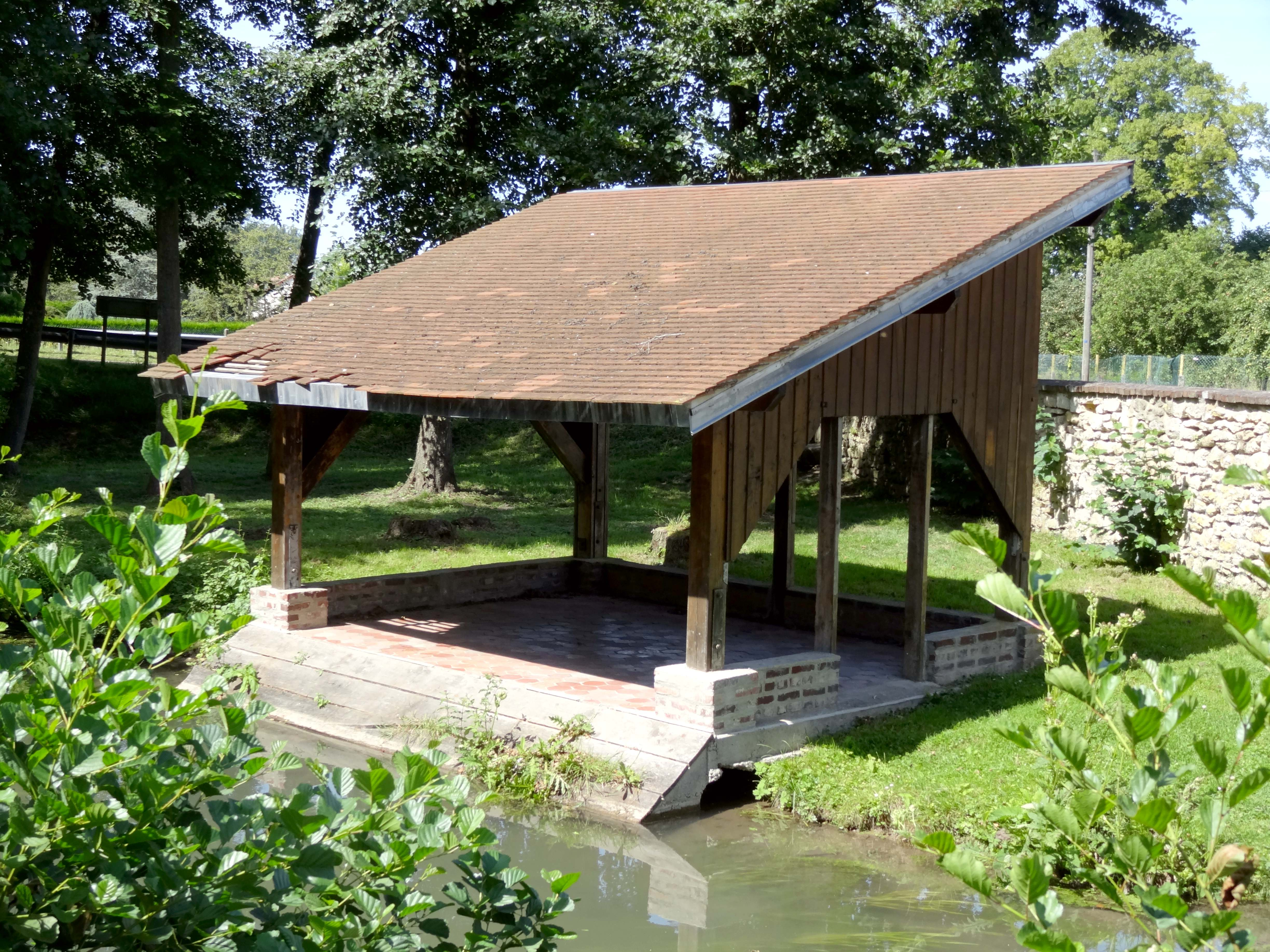
Lavoir
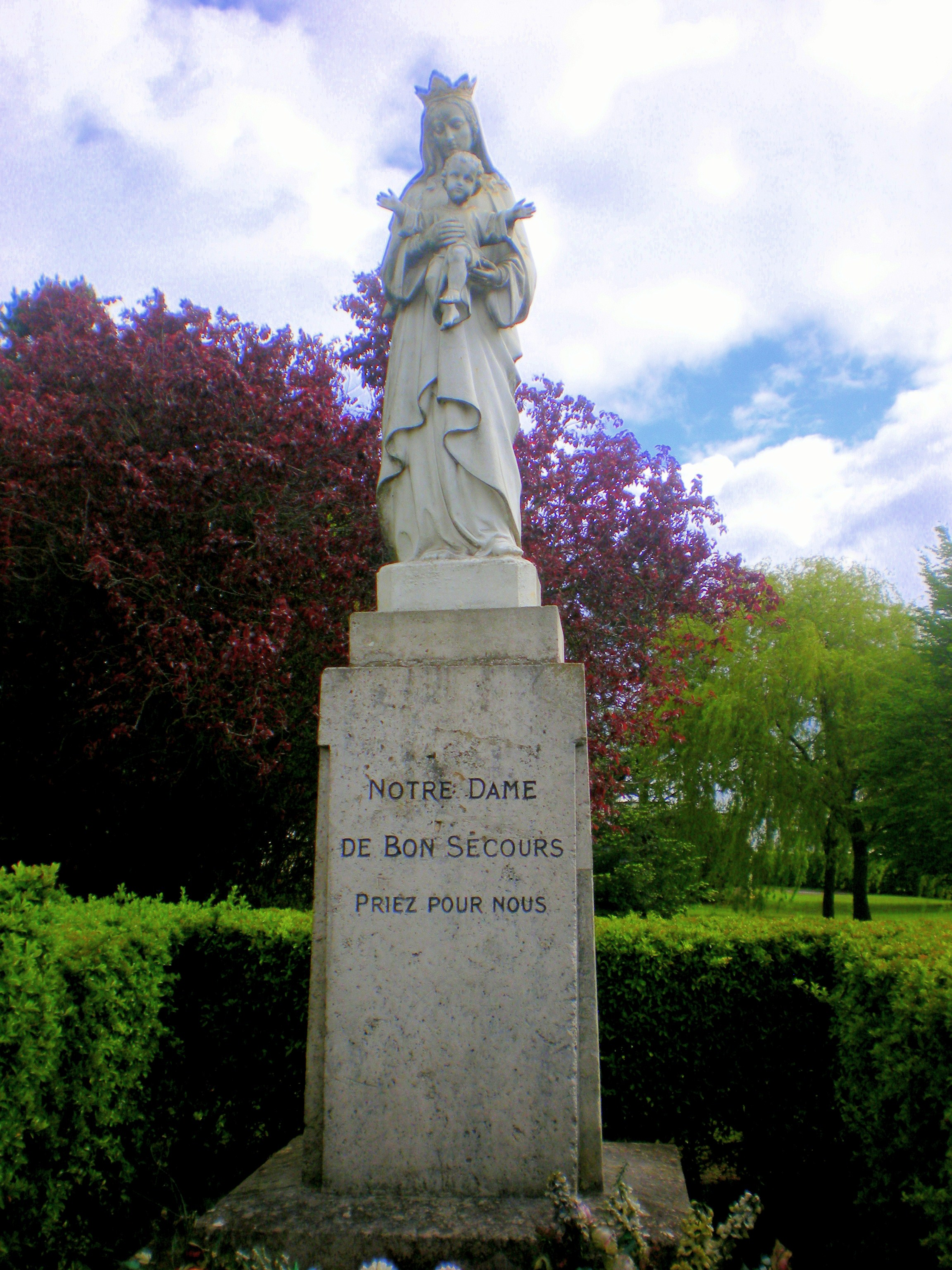
Marienstatue
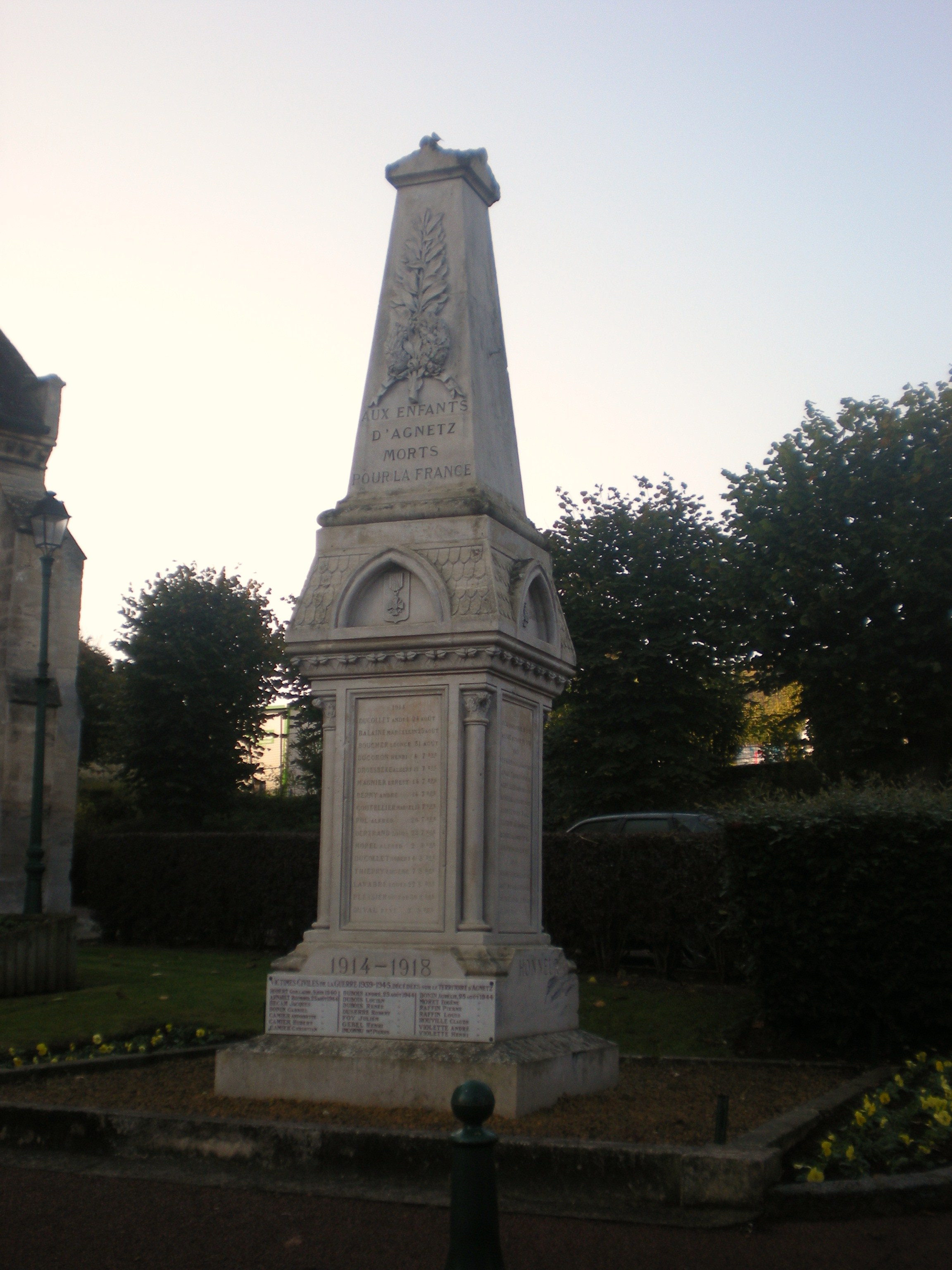
Gefallenendenkmal

## Persönlichkeiten
- Édouard Courtial (* 1973), ehemaliger Bürgermeister von Agnetz und Politiker (UMP)